# Білорусько-український кордон
Білорусько-український кордон — кордон між Україною та Білоруссю, що існує формально з моменту набуття незалежності України від Радянського Союзу, тобто від 24 серпня 1991 року й успадкував своє розташування від кордону між УРСР та БРСР. Довжина кордону становить 1084 км. Відділяє білоруські Берестейську та Гомельську області на півночі від українських Волинської, Рівненської, Житомирської, Київської та Чернігівської областей на півдні.

## Історія
Сучасний державний кордон існує з вересня 1939 року — з моменту анексії Західної Білорусі до БРСР і Західної України до УРСР.
Однак кордон має історичні корені, адже приблизно так само проходив поділ між Великим Князівством Литовським і Королівством Польським згідно з Люблінською унією. Після поділів Речі Посполитої, подібний вигляд мали кордони Гродненської і Мінської губерній з одного боку і Волинської та Київської — з другого.
У першій половині 20 століття на заході подібні кордони розділяли Поліське і Волинське воєводства міжвоєнної Польської Республіки, а на сході — радянські республіки БРСР і УРСР.
Уперше кордон між радянськими республіками був визнаний Договором між УРСР і БРСР від 12 грудня 1990 року.
Статус державного кордону з Україною був наданий постановою Верховної Ради Білорусі від 11 червня 1993, але існує міжнародний договір між Білоруссю і Україною, у якому вони взаємно визнають колишні кордони БРСР і УРСР, визнані 1990 року.
Нині українсько-білоруський кордон регулюється Договором між Білоруссю і Україною про дружбу, добросусідство та співробітництво від 17 червня 1995 року. Договір про державний кордон між Білоруссю і Україною від 12 травня 1997 того ж року ратифікувала Верховна Рада України, а 6 квітня 2010 року — Палата представників Національних зборів Республіки Білорусь. 7 травня 2010 президент Білорусі Олександр Лукашенко підписав закон «Про ратифікацію Договору між Україною і Республікою Білорусь про державний кордон». Договір набув чинності 18 червня 2013 р., коли сторони обмінялися ратифікаційними грамотами у Києві, де було підписано відповідний протокол.
За словами голови Державного прикордонного комітету Білорусі Ігоря Рачковського, тривалість роботи з демаркації кордону може зайняти до 10 років та оцінюється в 51 млрд білоруських рублів. Першим кроком на шляху демаркації стало урочисте відкриття біля місця сходження українського, російського та білоруського кордонів першого прикордонного знаку. 30 липня 2014 року у Чернігові відбулася церемонія підписання угоди між Кабінетом Міністрів України та урядом Республіки Білорусь про затвердження Положення про демаркацію державного кордону між Україною та Республікою Білорусь. Документ підписали посол з особливих доручень МЗС України Леонід Осаволюк та начальник Управління делімітації і демаркації державного кордону Державного прикордонного комітету Республіки Білорусь Олександр Архипов.